# Discovery en Español
Discovery en Español – hiszpańskojęzyczna wersja kanału Discovery Channel przeznaczona dla mniejszości latynoskiej w USA. Obsługiwana jest przez Discovery Networks Latin America. Program dociera do ok. 8 milionów odbiorców. Na kanale emitowane są programy z kanonu wszystkich kanałów Discovery. Nadaje 24 godziny na dobę.

## Najpopularniejsze programy
- "Pogromcy mitów"
- "Rides"
- "Overhaulin"
- "A prueba de todo"
- "Człowiek, który przetrwa wszystko"
- "¿Cómo Lo Hacen?"
- "Dentro de la Fábrica"
- "Así se hace"
- "Misterios Revelados"
- "Matar o Morir"
- "Sobreviví"
- "Discovery en la Escuela"
- "Maestros de Combate"
- "48 Horas: Investigación Criminal"
- "Índice de Maldad"
- "La Era del Videogame"
- "Amerykański chopper"
- "Discovery Atlas"
- "Historias de Ultratumbas"
- "Historias de OVNIs"
- "Z akt FBI"
- "Los Milagros de Jesús"
- "El futuro, ahora"
- "Mes de la Hispanidad"
- "Objetivo: el Norte"
- "Pesca Mortal"
- "Pioneros"
- "Sobre ruedas"
- "Terrorismo"
- "Todo lo que debes saber"
- "Trabajo sucio"
- "Youth Aids con Ashley Judd"
- "Wielkie konstrukcje"

## Discovery Kids en Español
Discovery Kids En Español – hiszpańskojęzyczna wersja kanału Discovery Kids. Nadawał większość programów z ramówki Discovery Kids. W 2008 roku zaprzestano emisji.